# 龙墩河水库
龙墩河水库是中国江苏省南京市高淳区境内的一座水库，位于龙墩河上，建于1960年。水库正常库容为358万立方米，集雨面积为27平方千米，海拔为17米。